# Kamimuria
Kamimuria is een geslacht van steenvliegen uit de familie borstelsteenvliegen (Perlidae). De wetenschappelijke naam van het geslacht is voor het eerst geldig gepubliceerd in 1907 door Klapálek.

## Soorten
Kamimuria omvat de volgende soorten:
- Kamimuria acutispina Wu, 1973
- Kamimuria amoena Klapálek, 1912
- Kamimuria anamensis (Banks, 1920)
- Kamimuria atra Sivec & Stark, 2008
- Kamimuria atricornis Klapálek, 1912
- Kamimuria atrocephala Sivec & Stark, 2008
- Kamimuria azunensis Sivec & Stark, 2008
- Kamimuria bimaculata Du & Sivec, 2005
- Kamimuria bispina Du, 2005
- Kamimuria brevilata Du, 2002
- Kamimuria brunneicornis (Klapálek, 1921)
- Kamimuria cheni Wu, 1948
- Kamimuria chungnanshana Wu, 1938
- Kamimuria coarctata Klapálek, 1912
- Kamimuria coreana Ra, Kim, Kang & Ham, 1994
- Kamimuria crocea Harper, 1976
- Kamimuria curriei Sivec & Stark, 2008
- Kamimuria digyracantha Du & Sun, 2012
- Kamimuria exilis (McLachlan, 1872)
- Kamimuria extremispina Du, 2006
- Kamimuria formosana (Klapálek, 1921)
- Kamimuria fulvescens Klapálek, 1912
- Kamimuria hainana Li, Wang & Yu, 2012
- Kamimuria himalayana Harper, 1976
- Kamimuria huangi Du & Sivec, 2005
- Kamimuria infumata (Navás, 1936)
- Kamimuria integra (Klapálek, 1916)
- Kamimuria jariyae Sivec & Stark, 2008
- Kamimuria kelantonica Klapálek, 1912
- Kamimuria klapaleki (Wu & Claassen, 1934)
- Kamimuria lepida Klapálek, 1913
- Kamimuria lii Du, 2002
- Kamimuria liui Wu, 1940
- Kamimuria longispina Wu, 1948
- Kamimuria lutulentia Zwick, 1977
- Kamimuria lyubaretzi Teslenko, 2006
- Kamimuria magna Wu, 1938
- Kamimuria magnimacula Du, 2005
- Kamimuria manchuriana Wu, 1938
- Kamimuria maolanensis Du, 2002
- Kamimuria melli Wu, 1935
- Kamimuria miaolingensis Du & Wang, 2007
- Kamimuria microda Du, 2002
- Kamimuria nigrita (Wu, 1962)
- Kamimuria obtusa Sivec & Stark, 2008
- Kamimuria orthogonia (Wu, 1962)
- Kamimuria punctata Sivec & Stark, 2008
- Kamimuria quadrata (Klapálek, 1907)
- Kamimuria robusta Wu, 1948
- Kamimuria sahlbergi Koponen, 1949
- Kamimuria senticosa Harper, 1976
- Kamimuria sikkimensis (Enderlein, 1909)
- Kamimuria similis Klapálek, 1912
- Kamimuria sparsula Du, 2001
- Kamimuria tergistigma Du & Sivec, 2004
- Kamimuria tibialis (Pictet, 1841)
- Kamimuria trang Sivec & Stark, 2008
- Kamimuria trapezoidea Wu, 1962
- Kamimuria tuberosa Wu, 1973
- Kamimuria turbinata Sivec & Stark, 2008
- Kamimuria uenoi Kohno, 1947
- Kamimuria wangi Sun & Du, 2012
- Kamimuria yangi Du & Sivec, 2005
- Kamimuria zonata Sivec & Stark, 2008
- Kamimuria zwicki Stark & Sivec, 2008